# Natalija Kliwczućka
Natalija Wiatlijiwna Kliwczućka (ukr. Наталія Віталіївна Клівчуцька; ur. 11 grudnia 2003) – ukraińska zapaśniczka walcząca w stylu wolnym.
Zajęła dziewiąte miejsce na mistrzostwach Europy w 2022. Trzecia na MŚ U-23 w 2024. Mistrzyni Europy juniorów w 2021 i trzecia w 2022 roku.